# Алиев, Акпер
Акпер Алиев — советский писатель и литературовед.

## Биография
Родился в 1908 году в Ашхабаде. Член КПСС с 1943 года.
С 1927 года — на хозяйственной, общественной и политической работе. В 1927—1981 гг. — поэт, преподаватель Туркменского педагогического института, участник Великой Отечественной войны, секретарь Союза писателей Туркменской ССР, заведующий кафедрой туркменоведения ТГПИ имени Горького, автор работ о туркменской литературе, монографии о жизни и творчестве поэта XIX в. Кемине,
Умер в Ашхабаде в 1981 году.

## Сочинения
- Кеминэниц емри ве дередидилиги, Ашгабат, 1956;
- Октябрь ве туркмен эдэбияты, Ашгабат, 1957;
- Ики ёлун, чатрыгында, Ашгабат, 1960;
- Дунйэ аяга галяр, Ашгабат, 1962;
- в рус. пер. — Стихи, М., 1951;
- Родина моя, Ашхабад, 1952.